# Sanitubius anatolicus
Genre
Espèce
Synonymes
- Herpyllus anatolicus Kamura, 1989

Sanitubius anatolicus, unique représentant du genre Sanitubius, est une espèce d'araignées aranéomorphes de la famille des Gnaphosidae.

## Distribution
Cette espèce se rencontre au Japon, en Corée du Sud et en Chine.

## Description
Les mâles mesurent de 3,8 à 5,5 mm et les femelles de 5,3 à 7,3 mm.

## Publications originales
- Kamura, 1989 : A new species of the genus Herpyllus (Araneae: Gnaphosidae) from Japan. Arachnological Papers Presented to Takeo Yaginuma on the Occasion of his Retirement. Osaka Arachnologists Group, Osaka, p. 111-115.
- Kamura, 2001 : A new genus Sanitubius and a revived genus Kishidaia of the family Gnaphosidae (Araneae). Acta Arachnologica, Tokyo, vol. 50, no 2, p. 193-200 (texte intégral).